# Punta de Cala Gat

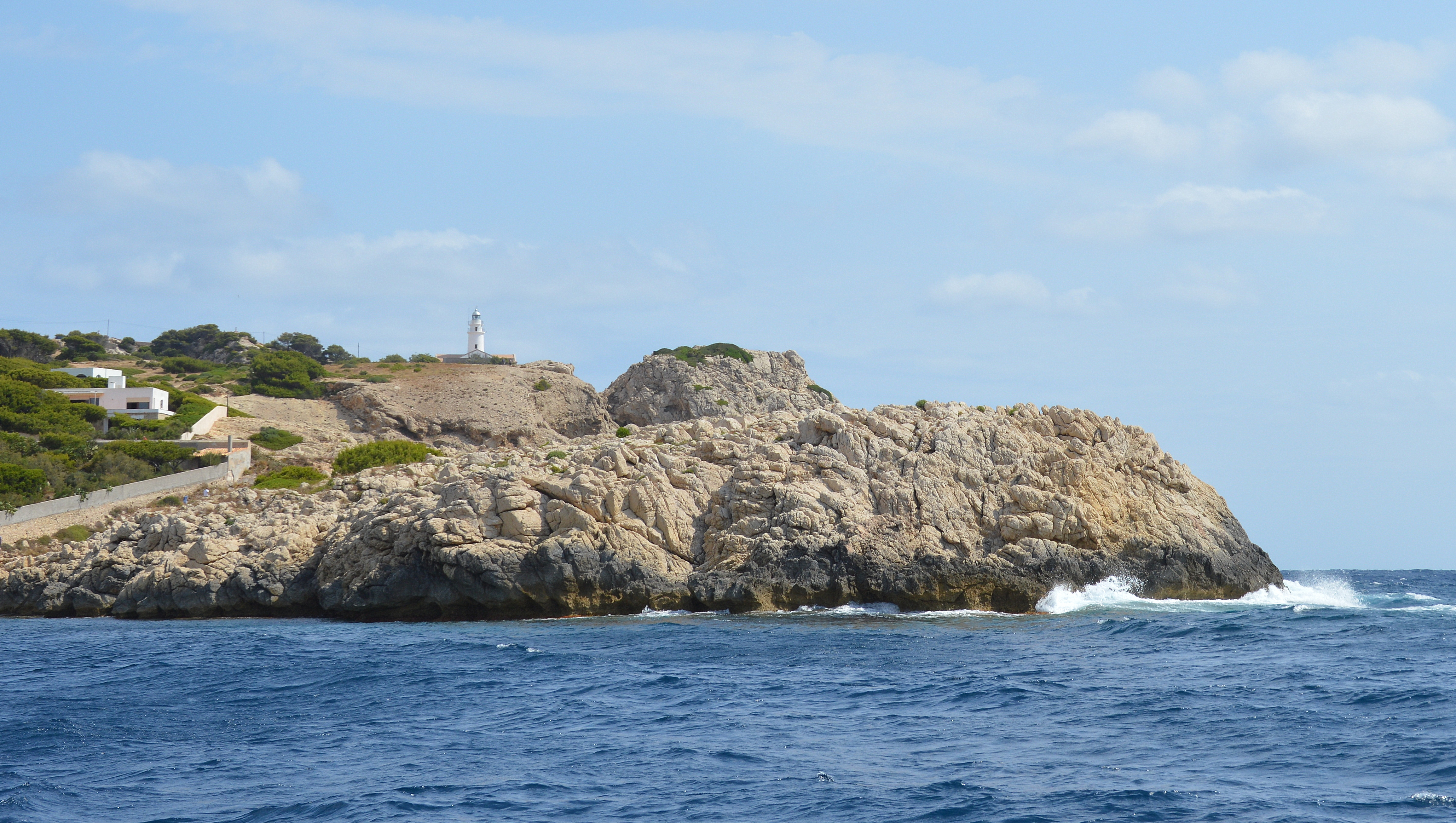
Kap Punta de Cala Gat

Punta de Cala Gat ist ein Kap an der nordöstlichen Küste der zu Spanien gehörende Mittelmeerinsel Mallorca.
Es zieht sich als schmale Landzunge über etwa 200 Meter nach Süden in das Mittelmeer, bei einer Breite von etwa 80 Metern. Das felsige Kap erreicht eine Höhe von bis zu zwölf Metern und ist im Wesentlichen frei von Bewuchs. Westlich des Kaps erstreckt sich die Bucht Cala Gat und dahinter der Ort Cala Rajada. Am nordwestlichen Ende der Landzunge liegt die kleine Bucht S’Almadrava. Nordöstlich befindet sich das Kap Punta de Capdepera, der östlichste Punkt Mallorcas, mit dem Leuchtturm Far de Capdepera. Etwa 100 Meter südwestlich des Kaps liegt die kleine Insel Faralló de Cala Gat.
Punta de Cala Gat gehört zum Gebiet der Gemeinde Capdepera.

## Quelle
- Karte Mallorca North, Editorial Alpina, SL

Koordinaten: 39° 42′ 33,7″ N, 3° 28′ 28,2″ O